# Plesiosiro madeleyi
Haptopoda, Plesiosironidae, Plesiosiro
Ordre
Famille
Genre
Espèce
Plesiosiro madeleyi, une espèce fossile d'arachnides, est l'unique représentant du genre Plesiosiro, de la famille des Plesiosironidae et de l'ordre des Haptopoda.

## Classification
L'espèce Plesiosiro madeleyi, le genre Plesiosiro, la famille des Plesiosironidae et l'ordre des Haptopoda sont décrits par Reginald Innes Pocock en 1911.

## Description
Cette espèce date du Westphalien B du Pennsylvanien ou Carbonifère supérieur soit de 314,6 Ma avant notre ère. 
Elle a été découverte à Coseley près de Dudley en Angleterre.

### Publication originale
- (en) Pocock, 1911 : A monograph of the terrestrial Carboniferous Arachnida of Great Britain. Monographs of the Palaeontographical Society, vol. 64, p. 1–84.